# Круг кинокритиков Австралии
Кинокритики Австралии (Film Critics Circle of Australia, FCCA) — некоммерческая организация кинокритиков, оценивающих австралийские фильмы, целью которой является содействие в укреплении и поддержании международных связей киноиндустрии и австралийского кино в особенности. В ассоциацию входят критики и журналисты, ежегодно с 1993 года присуждающие премии от кинокритиков Австралии.

## Номинации
- Лучший фильм
- Лучший детский фильм
- Лучший режиссёр
- Лучшая актриса
- Лучший актёр
- Лучшая актриса второго плана
- Лучший актёр второго плана
- Лучший молодой актёр
- Лучшая операторская работа
- Лучший документальный фильм
- Лучший сценарий
- Лучшая музыка
- Лучший дизайн
- Лучший монтаж